# Zanaida
Zanaida es una ópera en tres actos con música de Johann Christian Bach y libreto de Giovan Gualberto Bottarelli. Se estrenó en Londres en 1763.
Un coleccionista privado ha prestado la partitura reencontrada para que sea editada y vuelta a estrenar. El estreno mundial tuvo lugar en Alemania los días 15 y 16 de junio de 2011 por Opera Fuoco dirigida por David Stern en el marco del Festuval Bach de Leipzig.